# 格雷菲采
格雷菲采是波兰西滨海省的一座城市。

## 历史
1262年，波美拉尼亚公爵瓦尔齐斯瓦夫三世根据吕贝克法律在雷加河畔建立格雷芬堡（Greifenberg）。1365年，格雷芬堡加入汉萨同盟，获得在雷加河自由航行的权利并由此发展起来。1648年，根据《威斯特伐利亚和约》，格雷芬堡成为勃兰登堡-普鲁士的一部分。1871年，格雷芬堡又成为德意志帝国的一部分。第二次世界大战末，苏联红军占领格雷芬堡，近四成建筑被毁。随着战后界线的调整，格雷芬堡成为波兰的一部分并更名为格雷菲采。

## 友好城市
- 德国居斯特罗
- 德国梅尔多夫
- 波兰格雷富夫希隆斯基